# Wilhelmine Lust
Wilhelmine Lust   (Zaandam, 19 de juny de 1932), sovint anomenada Willy o Wil i de casada Postma, és una atleta neerlandesa, ja retirada, que va competir durant la dècada de 1950.
El 1952 va prendre part en els Jocs Olímpics de Hèlsinki, on va disputar tres proves del programa d'atletisme. Fou cinquena en la prova del salt de llargada i sisena en els 4x100 metres, mentre en els 80 metres tanques quedà eliminada en sèries.
En el seu palmarès destaca una medalla de plata en la prova del salt de llargada del Campionat d'Europa d'atletisme de 1950. A nivell nacional destacà en el pentatló, prova en la què aconseguí el rècord nacional i guanyà els campionats de 1950 i 1951, i el salt de llargada, prova en què guanyà els campionats nacionals de 1952 i 1953. El 1954, juntament amb el seu marit Gen Postma va emigrar a Austràlia i es va retirar.

## Millors marques
- 80 metres tanques. 11.4" (1952)
- Salt de llargada. 5,81 metres (1952)[1][5]